# Rodwell Ferguson
Pour les articles homonymes, voir Ferguson.
Rodwell Ferguson est un homme politique et homme d'affaires bélizien. Membre du Parti uni du peuple (PUP), il est ministre de la Jeunesse, des Sports et des Transports dans le cabinet du Premier ministre Johnny Briceño.

## Biographie
Rodwell Ferguson obtient après ses études un diplôme en comptabilité analytique et en gestion d'entreprise. Il travaille alors comme comptable et superviseur, et possède et gère un complexe hôtelier à Pomona, dans le district de Stann Creek.

### Carrière politique
Ferguson est élu représentant de la circonscription de Stann Creek West (Stann Creek) lors des élections générales de 2003, avec 584 voix d'avance. En 2007, il remplace Cordel Hyde au poste de ministre de la Jeunesse et des Sports, poste qu'il conserve jusqu'en février 2008, date à laquelle il est remplacé par Marcel Cardona. Il est réélu représentant de sa circonscription en 2008 avec 824 voix d'avance. Cette même année, il préside l'assemblée générale du groupe parlementaire du Sud du Parti populaire uni.
Il est à nouveau élu aux élections de 2012 en tant que député de Stann Creek West, avec 574 voix d'avance. Il est ensuite réélu avec 8 voix d'avance aux élections de 2015, et remporte celles de 2020 avec 2 391 voix d'avance.
Il est nommé ministre de la Jeunesse, des Sports et des Transports en 2020 et conserve son poste en 2022, lors du remaniement ministériel. En 2023, il fait l'objet d'allégations de corruption, ce qu'il nie.
Après les élections législatives de 2025, il est nommé ministre d'État au sein du cabinet du Premier ministre Johnny Briceño, sans spécialisation et Anthony Mahler reprend le poste de ministre de la Jeunesse et des Sports.